# Oll-Heinrich-Spring
Der Oll-Heinrich-Spring war eine kleine Quelle westlich des Dorfes Westerhüsen im Bereich des Frohser Bergs im heutigen Sachsen-Anhalt.

## Geschichte und Lage

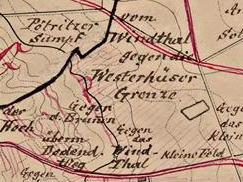
Karte von 1877 mit der Flurbezeichnung Gegen den Brunnen an der Ostflanke des Frohser Bergs

Nach historischen Berichten bestand die Quelle zumindest bis in die Zeit nach dem Dreißigjährigen Krieg. In einer in der Zeit zwischen 1924 und 1942 veröffentlichten, allerdings wohl deutlich älteren Überlieferung wird von Rektor Otto Dieckmann nach Angaben eines Vater Timme neben der sich um die Quelle rankenden Sage mitgeteilt, dass der „alte verstorbene Gemeindevorsteher“ Timme anwies: „Timme schippen Sie das Spring zu. Die Leute können sich ihr Wasser aus dem Rennegraben holen.“ Die genaue Lage der Quelle ist heute nicht mehr bekannt. In einer Überlieferung wird die Stelle als mit knorrigen Akazien bestandene Talsenke in den Frohser Bergen umschrieben. Im Flurbuch von Frohse aus dem Jahr 1722 wird als auf einen Quell in den Bergen an der Grenze zu Westerhüsen zurückgehenden Flurnamen der Brunnen angegeben. Auch hierbei könnte es sich um einen Hinweis auf die Quelle handeln.

## Sage
Einer Sage nach ging der Name der Quelle auf den Gemeindehirten Oll Heinrich zurück. Oll Heinrich war danach in der Zeit des Dreißigjährigen Krieges Gemeindehirte Westerhüsens. Da er das verbliebene Vieh des Dorfes bei Gefahr in den schwer erreichbaren und einsehbaren Frohser Bergen versteckte, kannte er sich in diesem Bereich gut aus. Nach Ende des Kriegs waren viele alte Feldgrenzen nicht mehr zu erkennen und strittig. Dies betraf auch die Abgrenzung zweier Weiden im Bereich des Frohser Bergs. Als langjährig Ortskundiger wurde Oll Heinrich vom angerufenen Gericht zum Ortstermin geladen. Maglin, einer der betroffenen Bauern, bestach Oll Heinrich mit einer Flasche Schnaps und einem Taler, damit er sage, dass die Grenze hundert Schritt hinter dem Spring verlief. Oll Heinrich füllte sich Boden des bestechenden Bauern in die Schuhe, lief im Ortstermin der Gerichtskommission hundert Schritt vom Spring weg und beeidete, dass er immer noch auf dem Boden des fraglichen Bauern stehe. Während er den falschen Eid sprechen wollte, soll ihn aus dem Grunde des Springs eine Stimme zugerufen haben: „Oll Heinrich, kumm, kumm, kumm hierher, hierher. Hier ist der Scheid.“ Später wurde er zum Alkoholiker und schließlich tot am Spring aufgefunden. Seine Seele soll keine Ruhe gefunden haben. Der Spring soll noch lange immer mal wieder vernehmlich gerufen haben: „Oll Heinrich, kumm, kumm hierher!!“